# Transports publics de la région nyonnaise

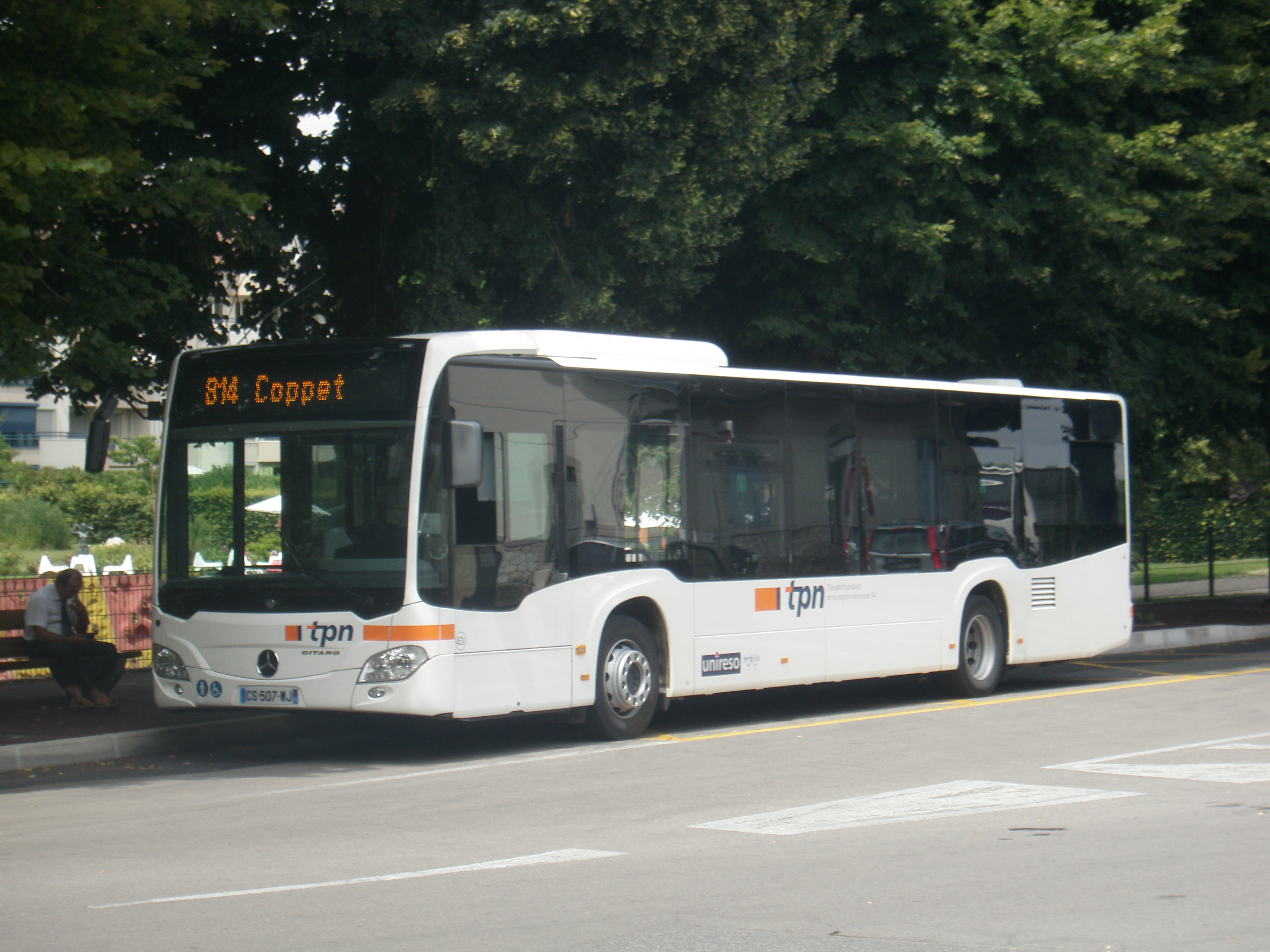
Mercedes-Benz Citaro

Die Transports publics de la région nyonnaise, abgekürzt (TPN), ist ein öffentliches Verkehrsunternehmen in der Schweiz, das Nyon und die umliegenden Gemeinden bedient. Seit 1996 ist das Unternehmen mit der Bahnstrecke Chemin de fer Nyon–Saint-Cergue–Morez verbunden.
TPN betreibt ein Netz von zehn Linien, darunter fünf Stadtlinien für Nyon und Prangins, vier Regionallinien und ein Nachtbus.

## Streckennetz
| Linie | Strecke                                | Haltestellen | Fahrzeit in Minuten |
| ----- | -------------------------------------- | ------------ | ------------------- |
| 801   | Nyon gare – Nyon Terre-Bonne           | 7/8          | 8                   |
| 802   | Nyon Terre-Bonne – Nyon Petite Prairie | 14           | 13/15               |
| 803   | Nyon Petite Prairie – Nyon Colovray    | 13           | 11/12               |
| 804   | Nyon gare – Nyon Chantemerle           | 9/10         | 7/8                 |
| 805   | Nyon gare – Prangins Les Abériaux      | 17           | 16/10               |
| 810   | Nyon gare – La Rippe village           | 18/13        | 14/13               |
| 811   | Coppet gare – Gland gare nord          | 28/26        | 37/38               |
| 813   | Coppet gare – Chavannes-des-Bois       | 12/20        | 8/6                 |
| 815   | Nyon gare – Gingins poste              | 15           | 23/24               |
| 891   | Coppet gare – Founex                   | 13/5         | 40/11               |

## Fuhrpark
Die Flotte des Unternehmens besteht hauptsächlich aus Bussen des Typs MAN Lion’s City und Mercedes-Benz Citaro. Die Flotte wurde zwischen 2014 und 2015 weitgehend erneuert.
2018 wurden zwei Gelenkbusse des Typs Mercedes-Benz Citaro G angeschafft, um den steigenden Fahrgastzahlen im Netz gerecht zu werden.